# Аллагаш

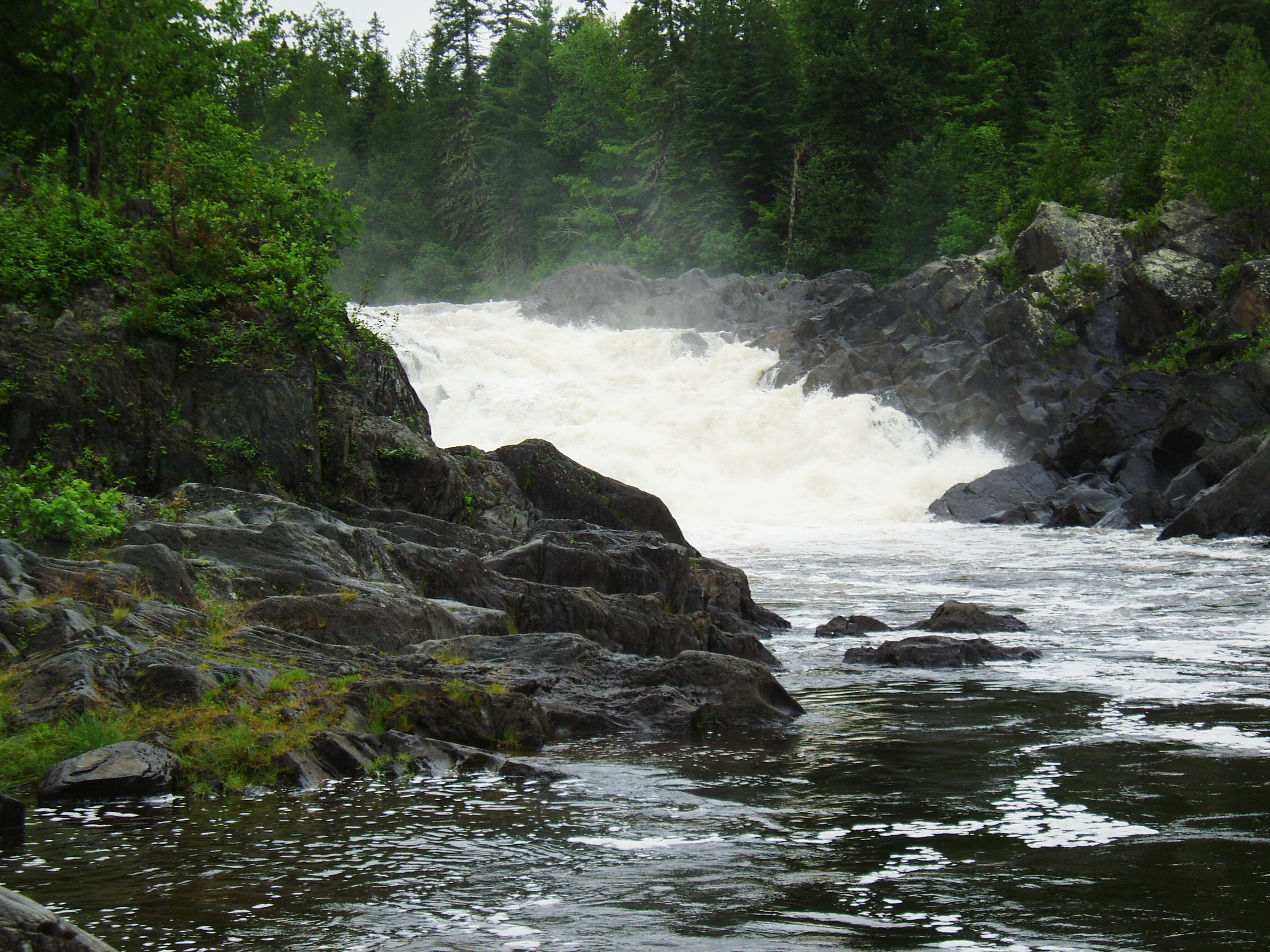
Водоспад Аллагаш

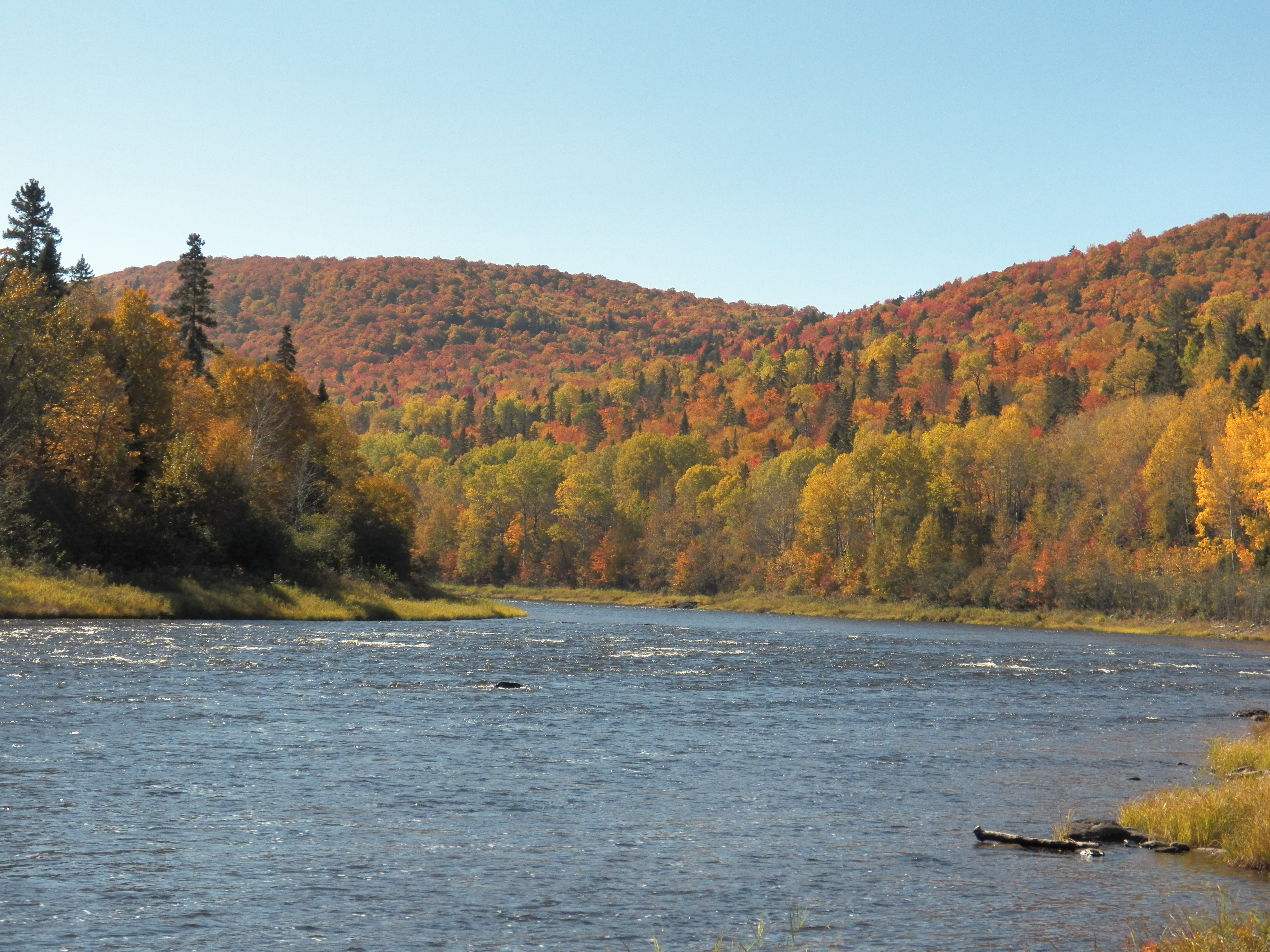
Аллагаш восени

Аллагаш (англ. Allagash River) — річка в штаті Мен (США), права притока річки Сент-Джон.

## Географія
Довжина річки становить 105 км, площа басейну річки — 3 831 км². Середній стік річки дорівнює 56 м³/сек, максимальний стік — 1160 м³/сек. Аллагаш бере початок в озері Черчилл (раніше називалося Герон) в окрузі Піскатаквіс, тече в загальному напрямку на північний схід через ланцюг природних озер, впадає в річку Сент-Джон на південь від селища Аллагаш, поблизу державного кордону з Канадою. Більша частина течії річки і її гирло знаходиться на території округу Арустук.
До 1841 року стік з озер Аллагаш, Чеймберлін і Телос йшов по річці Аллагаш, але після будівництва греблі Телос біля озера Чеймберлін і каналу Кат стік з цих озер перенаправлений в систему річки Пенобскот. Це дозволило здійснювати сплав лісу до атлантичного узбережжя штату, але в наші дні існування цієї греблі викликає неоднозначну оцінку.
Так як Аллагаш протікає по місцях майже не зворушеним рукою людини, то в літній час по річці часто сплавляються каноїсти. У 1857 році відомий американський письменник і аболіціоніст Генрі Девід Торо разом зі своїми друзями здійснив подорож на каное до верхів'їв річки (до озера Герон); враження від цієї подорожі лягли в основу його оповідання «Аллагаш і Східний рукав», який був опублікований вже після його смерті.